# NGC 4466
NGC 4466 ist eine spiralförmige Zwerggalaxie mit ausgedehnten Sternentstehungsgebieten vom Hubble-Typ Sab im Sternbild Jungfrau auf der Ekliptik. Sie ist schätzungsweise 97 Millionen Lichtjahre von der Milchstraße entfernt, hat einen Durchmesser von etwa 40.000 Lj und wird unter der Katalognummer VVC 1193 als Teil des Virgo-Galaxienhaufens gelistet.

Im selben Himmelsareal befinden sich u. a. die Galaxien NGC 4465, NGC 4467, NGC 4470, NGC 4472.
Das Objekt wurde am 26. Februar 1851 vom irischen Astronomen Bindon Blood Stoney, einem Assistenten von William Parsons, entdeckt.